# 荻晃太
荻 晃太（おぎ こうた、1983年5月5日 - ）は、岐阜県美濃市出身の元サッカー選手、サッカー指導者。ポジションはゴールキーパー（GK）。

## 来歴
小学校4年生（10歳）の時にサッカーを始める。中学生の頃からGKに専念するようになった。1999年に岐阜工業高校に進学し、3年時の全国高校選手権では準優勝を果たした。同期は片桐淳至、岩田卓也など。
2002年にヴィッセル神戸に入団。掛川誠が正GKを務めており、しばらく出場機会に恵まれなかったが、チームのJ2降格が決定した2005年J1最終節にリーグ戦初出場。掛川が退団した2006年から正GKに抜擢され、スチュワート・バクスター監督がリベロのようだと評した守備範囲の広さを武器に活躍。プロ5年目にしてA契約に移行した。同年の福岡とのJ1・J2入れ替え戦ではチームを救う好セーブを連発しJ1昇格に貢献した。
2007年は新加入の榎本達也にポジションを奪われ、シーズン途中に大宮アルディージャにレンタル移籍するが、江角浩司からレギュラーを奪えず天皇杯1試合の出場に留まった。2008年にはFC東京にレンタル移籍。正GK塩田仁史の控えとしてリーグ戦全34試合全てでベンチ入りし、チームをバックアップ。ナビスコカップ第6節「東京ダービー」ではスタメン起用され勝利に貢献した。
2009年はヴァンフォーレ甲府へ3チーム目のレンタル移籍。神戸時代にチームメイトだった阿部謙作から正GKと背番号1を奪うとDFダニエルらと共に守備を立て直し、シーズン通しての失点数を仙台に次ぐ2番目の少なさに抑え、チームのJ1昇格争いの立役者となった。2010年もレンタル期間を延長。甲府のJ1昇格に貢献し、2011年から完全移籍した。同年は6年ぶりにJ1の舞台に立ったが、チームの不振と自身の負傷から、シーズン後半は荒谷弘樹にポジションを譲った。結局、17位に終わり1年でJ2へ逆戻りとなった。荒谷が引退した2012年は開幕から正GKを務め、安定感を高めて J2新記録となる24試合無敗の立役者となり、1年でのJ1復帰に貢献した。同年11月15日、モデルで女優の長井梨紗と結婚した。2013年は開幕直後こそ正GKを務めるも、第3節名古屋戦でのファンブルによる決勝点献上 や、並行開催のカップ戦で河田晃兵が上々のプレーを見せたこともあって、序盤は控えに配される試合が続いた。シーズン中盤より再び出場機会を得たものの、終盤は再び河田に定位置を譲り、この年は17試合の出場に留まった。2014年は序盤岡大生に先発を譲り欠場が続くも、中断期間前最後の試合となった第14節柏戦で完封勝利を果たすとその後はレギュラーの座を奪い返し、通年では23試合出場19失点 という堅守を築き、クラブ史上最高位での2年連続J1残留に貢献した。
2015年はシーズン序盤はレギュラーを勤めていたが、シーズン中盤に同年より完全移籍に移行した河田の控えに回る。シーズン終了後に名古屋へ移籍。その人柄からサポーターに愛され、甲府退団時には多くのサポーターが涙した。
2016年5月9日、第1子の男児が誕生。
名古屋では楢﨑正剛が不動の正GKとして君臨しており、第2GKにも武田洋平がおり天皇杯1試合のみの出場に終わった。
2018年、10年半ぶりにヴィッセル神戸へ復帰。しかし、韓国代表のキム・スンギュが同時期に加入したこともあり出場機会は無かった。キムは翌年のシーズン中に古巣の蔚山現代FCに復帰したが、入れ替わりで飯倉大樹が加入し、若手の前川黛也の台頭もありまたしても出場機会無しに終わった。
2019年、ヴィッセル神戸との契約が満了、同年限りで引退し、2020年より北本久仁衛、大屋翼と共にヴィッセル神戸のスクールコーチに就任した。

## 所属クラブ
ユース経歴
- 1993年 - 1995年 美濃サッカー少年団[1] (美濃市立中有知小学校)[4]
- 1996年 - 1998年 岐阜バーモス[1] (美濃市立美濃中学校)[4]
- 1999年 - 2001年 岐阜県立岐阜工業高等学校

プロ経歴
- 2002年 - 2010年  ヴィッセル神戸
  - 2007年9月[1] - 同年12月  大宮アルディージャ（期限付き移籍）
  - 2008年  FC東京（期限付き移籍）
  - 2009年 - 2010年  ヴァンフォーレ甲府（期限付き移籍）
- 2011年 - 2015年  ヴァンフォーレ甲府
- 2016年 - 2017年  名古屋グランパス
- 2018年 - 2019年  ヴィッセル神戸

## 個人成績
| 国内大会個人成績 | 国内大会個人成績 | 国内大会個人成績 | 国内大会個人成績 | 国内大会個人成績 | 国内大会個人成績 | 国内大会個人成績 | 国内大会個人成績 | 国内大会個人成績 | 国内大会個人成績 | 国内大会個人成績 | 国内大会個人成績 |
| 年度             | クラブ           | 背番号           | リーグ           | リーグ戦         | リーグ戦         | リーグ杯         | リーグ杯         | オープン杯       | オープン杯       | 期間通算         | 期間通算         |
| 年度             | クラブ           | 背番号           | リーグ           | 出場             | 得点             | 出場             | 得点             | 出場             | 得点             | 出場             | 得点             |
| 日本             | 日本             | 日本             | 日本             | リーグ戦         | リーグ戦         | リーグ杯         | リーグ杯         | 天皇杯           | 天皇杯           | 期間通算         | 期間通算         |
| ---------------- | ---------------- | ---------------- | ---------------- | ---------------- | ---------------- | ---------------- | ---------------- | ---------------- | ---------------- | ---------------- | ---------------- |
| 2002             | 神戸             | 29               | J1               | 0                | 0                | 0                | 0                | 1                | 0                | 1                | 0                |
| 2003             | 神戸             | 27               | J1               | 0                | 0                | 0                | 0                | 0                | 0                | 0                | 0                |
| 2004             | 神戸             | 27               | J1               | 0                | 0                | 0                | 0                | 0                | 0                | 0                | 0                |
| 2005             | 神戸             | 34               | J1               | 1                | 0                | 0                | 0                | 0                | 0                | 1                | 0                |
| 2006             | 神戸             | 34               | J2               | 45               | 0                | -                | -                | 0                | 0                | 45               | 0                |
| 2007             | 神戸             | 21               | J1               | 0                | 0                | 1                | 0                | -                | -                | 1                | 0                |
| 2007             | 大宮             | 35               | J1               | 0                | 0                | -                | -                | 1                | 0                | 1                | 0                |
| 2008             | FC東京           | 31               | J1               | 0                | 0                | 1                | 0                | 0                | 0                | 1                | 0                |
| 2009             | 甲府             | 1                | J2               | 44               | 0                | -                | -                | 0                | 0                | 44               | 0                |
| 2010             | 甲府             | 1                | J2               | 28               | 0                | -                | -                | 0                | 0                | 28               | 0                |
| 2011             | 甲府             | 1                | J1               | 23               | 0                | 1                | 0                | 1                | 0                | 25               | 0                |
| 2012             | 甲府             | 1                | J2               | 42               | 0                | -                | -                | 0                | 0                | 42               | 0                |
| 2013             | 甲府             | 1                | J1               | 17               | 0                | 2                | 0                | 2                | 0                | 21               | 0                |
| 2014             | 甲府             | 1                | J1               | 23               | 0                | 4                | 0                | 2                | 0                | 29               | 0                |
| 2015             | 甲府             | 1                | J1               | 11               | 0                | 4                | 0                | 1                | 0                | 16               | 0                |
| 2016             | 名古屋           | 28               | J1               | 0                | 0                | 1                | 0                | 0                | 0                | 1                | 0                |
| 2017             | 名古屋           | 22               | J2               | 0                | 0                | -                | -                | 0                | 0                | 0                | 0                |
| 2018             | 神戸             | 29               | J1               | 0                | 0                | 0                | 0                | 0                | 0                | 0                | 0                |
| 2019             | 神戸             | 29               | J1               | 0                | 0                | 0                | 0                | 0                | 0                | 0                | 0                |
| 通算             | 日本             | 日本             | J1               | 75               | 0                | 14               | 0                | 8                | 0                | 97               | 0                |
| 通算             | 日本             | 日本             | J2               | 159              | 0                | -                | -                | 0                | 0                | 159              | 0                |
| 総通算           | 総通算           | 総通算           | 総通算           | 234              | 0                | 14               | 0                | 8                | 0                | 256              | 0                |

その他の公式戦
- 2006年
  - J1・J2入れ替え戦 2試合0得点

出場歴
- 2002年12月15日 公式戦初出場 - 第82回天皇杯 vs 川崎フロンターレ (神戸総合運動公園ユニバー記念競技場)
- 2005年12月3日 Jリーグ初出場 - J1第34節 vs ジュビロ磐田 (ヤマハ)
- 2010年5月5日 Jリーグ通算100試合出場 - J2第11節 vs 柏レイソル (山梨県小瀬スポーツ公園陸上競技場)
- 2013年10月19日 Jリーグ通算200試合出場 - J1第29節 vs 柏レイソル (日立柏サッカー場)

## 代表・選抜歴
- 2000年 U-17ユース選抜 [14]

## 指導歴
- 2020年 - ヴィッセル神戸
  - 2020年 スクールコーチ
  - 2021年 - 2023年 U-15 GKコーチ
  - 2024年 - 同年4月 トップチーム アシスタントGKコーチ
  - 2024年4月 - U-12GKコーチ/GK巡回コーチ

## CM
- 山梨県国民健康保険団体連合会